# Cherished
Cherished is een Britse televisiefilm die op 22 februari 2005 in première ging. Hoofdrollen in de film zijn voor Sarah Lancashire (Angela) en Timothy Spall (Terry).

## Verhaal
Het waargebeurde verhaal van Angela Cannings, die onterecht wordt veroordeeld voor het doden van drie van haar kinderen.

## Rollen
| Acteur             | Personage          |
| ------------------ | ------------------ |
| Sarah Lancashire   | Angela Cannings    |
| Amber Wollen       | Jade Cannings      |
| Timothy Spall      | Terry Cannings     |
| Geoffrey Greenhill | Werknemer bakkerij |
| John Vine          | Dokter Redding     |
| Jake Nightingale   | Rob Findlay        |
| Alison Lomas       | Jill Dawson        |
| Emma Cunniffe      | Claire Connolly    |
| James Barriscale   | Tom Sedley         |
| Suzan Sylvester    | Tessa Parry        |
| William Chubb      | Prof. Barry        |
| Julian Rivett      | Matt Johnson       |
| Steve Chaplin      | Stephen Cannings   |
| Ian McNeice        | Bill Bache         |
| Marion Bailey      | Marion Harding     |
| Ronald Pickup      | Roy Meadow         |
| Maggie Ollerenshaw | Mary Barry         |
| Walter McMonagle   | Meneer Connolly    |
| Mark Tandy         | Meneer Dunkels     |
| Neil Ditt          | Kevin Barton       |
| Kizzy Hopkinson    | Jade Cannings      |
| Stephen Boxer      | Prof. Patton       |
| Paul Chapman       | Michael Mansfield  |
| Kate Fahy          | Mevrouw Hallett    |